# Wilhelm Coddaeus

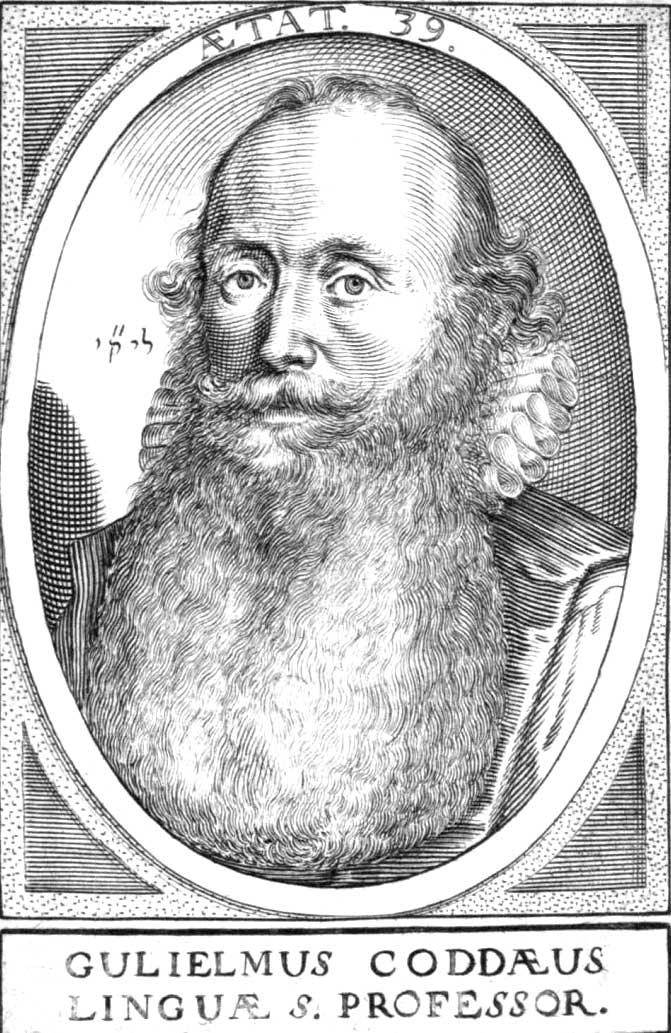
Wilhelm Coddaeus

Wilhelm Coddaeus auch: Willem Kodde, Guilielmus Jacobus van der Codde; (* 8. Februar 1575 in Leiden; † nach 1625) war ein niederländischer Altphilologe.

## Leben
Coddaeus war der Sohn des Jakob Willemsz. van der Kodde. Er wuchs vermutlich in Rijnsburg auf, wo seine Eltern ursprünglich lebten. Am 22. Februar 1588 immatrikulierte er sich an der Universität Leiden, um ein Studium der Literatur zu absolvieren. Dazu beschäftigte er sich mit den alten Sprachen und theologischen Fragen. So verteidigte er unter Lucas Trelcatius 1597 die Abhandlung de bonis operibus, 1598 die Abhandlung de cognitione Dei naturali et revelata und 1600 die Abhandlung de legitima vocatione et ordine ministrorum in ecclesia. Unter Franz Junius dem Älteren disputierte er 1596 über die Abhandlung de sacrae scripturae auctoritate und 1599 de resurrectione Christi. Nach dem Studium ging er in den Schuldienst über, wie eine Rede de nativitate Christi ihn als Konrektor der Leidener Trivialschule hervorhebt.
Am 8. August 1601 wurde er zum außerordentlichen Professor der hebräischen Sprache an der Leidener Hochschule berufen und am 10. November 1602 übernahm er den ordentlichen Lehrstuhl der Fachrichtung. In dieser Funktion wurde er 1616 zum Rektor der Alma Mater gewählt. Aber bald wurde er in die religiösen Streitigkeiten seiner Zeit verwickelt. Als Anhänger des Jacobus Arminius wurde er 1619 suspendiert und am 10. Februar 1621 entlassen, da er sich weigerte die Beschlüsse der Dordrechter Synode durchzusetzen und man ihm daher einige Angelegenheiten unterstellte, die unwahr waren. Über sein späteres Leben ist nichts bekannt. 1625 soll er noch gelebt haben.

## Herkunft
Bekannt ist der Großvater Willem Jansz. van der Kodde, der Anfang des 16. Jahrhunderts in Rijnsburg als Schuster tätig war sich früh der Reformation zuwandte und sich in der Kenntnis der Heiligen Schrift schulte. Der Vater Jakob Willemsz. van der Kodde heiratete erst im Alter von 40 Jahren und zeugte 8 Kinder. Coddaeus hatte daher drei ältere Brüder, die alle vor der Belagerung Leidens geboren wurden. Er selbst kam 1575 drei Monate nach dem Ende dieser Belagerung zur Welt. Er hatte noch drei jüngere Brüder und eine Schwester Maria, nach deren Geburt die Mutter starb. Der Vater ließ alle Söhne in lateinischer Sprache unterrichten, und einige von ihnen auch in Französisch, Englisch und Italienisch.

## Werke
- Declaratio D. Jacobi Arminii, quâ coram potentissimis Hollandiae et Westfrisiae Ordinibus sententiam suam expliculi de Praedestinatione, Providentia Dei, et id genus spectantibus aliis doctrinae capitibus, in linguam Latinam conversa. Leiden 1608.
- Notae ad Grammaticam Hebraeam Martini Navarri Morentini. Leiden 1612.
- Oratio funebris in laudem celeberrimi Mathematici D. Rudolphi Snellii. Leiden 1613.
- Hoseas Propheta Hebraicé et Chaldaicé cum duplici versione Latina et Commentariis Hebraicis trium doctissimorum Judaeorum, Salomonis Jarchi, Aben Ezrae et Davidis Kimchi, Masora item parva, ejusque et Commentariorum Latina quoque interpretatione; accedunt in fine succinctae annotariones Guil. Coddaei. Leiden 1621.
- Sylloge vocum versuumque proverbialium. Leiden 1623.
- Fragmenta Comoediarum Aristophanis. Leiden 1623.

## Weblink
- Coddäus im Professorenkatalog der Universität Leiden